# Route nationale 84a
La route nationale française 84a ou RN 84a était une route nationale française reliant Meximieux à Saint-Denis-en-Bugey, près d'Ambérieu-en-Bugey.
À la suite de la réforme de 1972, le tronçon de la RN 84 entre Meximieux et Pont-d'Ain a été déclassé en RD 984. La RN 84a a alors été renumérotée en RN 84, constituant, avec la RN 75, un nouveau tracé entre Meximieux et Pont-d'Ain.

## Ancien tracé de Meximieux à Saint-Denis-en-Bugey (N 84)
- Meximieux N 84
- Pont de Chazey-Villieu
- Les Brosses, commune de Leyment
- Les Fromentaux, commune de Leyment
- Saint-Denis-en-Bugey N 84